# Hayasa-Azzi

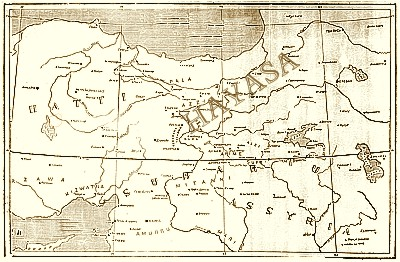
Localisation d'Hayasa.

Hayasa-Azzi désigne une confédération entre le peuple protohistorique d'Hayasa, situé au sud de Trébizonde, et le celui d'Azzi, situé au nord de l'Euphrate et au sud des Hayasa. On ne sait si les Hayasa et les Azzi sont deux noms du même peuple, ou des peuples différents. Leur histoire reste largement obscure.

## Redécouverte
En 1920, le suisse Émile Forrer (en) déchiffre un texte hittite faisant référence à ce royaume montagnard situé à proximité du lac de Van.

## Histoire
La période allant de 1500 à 1340 av. J.-C. est peu connue. Il semble que les Hittites aient abandonné leur capitale Hattusha sous la pression des Hayasa-Azzi pour la transférer à Shapinuwa. Au début du XIVe siècle av. J.-C., Shapinuwa est toutefois détruite par un incendie, et le roi Hattushili II ramène alors la capitale à Hattusha. Son successeur Tudhaliya III décide une nouvelle fois de changer de place sa capitale qu'il transfère à Samuha. Il envoie alors son général Suppiluliuma (futur Suppiluliuma Ier) combattre les Hayasa-Azzi. Ces derniers se dérobent au combat et Suppiluliuma se retrouve confronté aux Gasgas.
Datant de cette période, une tablette de cire porte le nom de trois rois ayant régné sur les Hayasa : Karanni, Mariya et Hukkana. Karanni est notamment l'auteur de raids dans l'empire hittite qui sont stoppés par Tudhaliya et Suppiluliuma. Son successeur Mariya épouse une princesse hittite. Néanmoins, il la trompe et finit exécuté pour avoir rompu son mariage et l'alliance liée.
Sous le règne d'Hukkana, un traité est signé avec Suppiluliama, portant cette stipulation :

« Ma sœur, que je t'ai donnée en mariage, a des sœurs ; de par ton mariage, elles deviennent maintenant tes proches. Éh bien, il existe une loi sur la terre des Hatti. N'approche pas tes sœurs, tes belles-sœurs ou tes cousines ; ce n'est pas permis. En terre Hatti, quiconque commet un tel acte ne vit pas, il meurt. Dans ton pays, tu n'hésites pas à épouser ta sœur, belle-sœur ou cousine car tu n'es pas civilisé. Pareil acte ne peut être toléré en Hatti. »

Ainsi, Suppiluliama interdit clairement à Hukkana tout acte d'adultère. Malgré ces restrictions, Hukkana est loin d'être un beau-frère docile pour le roi hittite. Ainsi, il exige, pour la libération de 1000 prisonniers hittites, la libération de prisonniers hayasas détenus par les Hittites.
Pendant un certain temps, les Hayasa-Azzi peuvent jouir d'une relative tranquillité. Cependant Suppiluliama et son fils Arnuwanda II disent que leur royaume aurait été touché par la peste. Vrai ou faux, le royaume des Hayasa-Azzi s'unit, s'organise et s'étend de la rivière Iris au lac de Van. Cependant, ce calme et cette prospérité ne durent pas. Le roi hittite Mursili II, après avoir battu un prétendant au trône hittite, consulte des oracles et envahit le royaume d'Hayasa-Azzi. Il franchit l'Euphrate et réorganise son armée à Ingalova (future nécropole des rois arméniens). De nombreuses forteresses sont prises. À la suite de cette campagne victorieuse, il ne sera plus jamais fait mention des Hayasa-Azzi, intégrés au monde hittite.